# Любомирский, Юзеф (1673—1732)
Князь Юзеф Любомирский (1673 — 11 июня 1732, Пшеворск) — государственный деятель Речи Посполитой, староста цешковский (с 1720 года), воевода черниговский (1726—1732), сенатор.

## Биография
Представитель знатного магнатского рода Любомирских герба «Шренява». Сын маршалка великого коронного Станислава Ираклия Любомирского (1642—1702) и Эльжбеты Денгоф (1656—1702). Братья — воевода краковский Ян Теодор Константин и генерал Франтишек Любомирские.
В 1726 году Юзеф Любомирский получил титулярную должность воеводы черниговского и стал сенатором Речи Посполитой.
Был дважды женат. В 1711 году женился на Катаржине Белжецкой (ум. 1714), от брака с которой детей не имел. В 1715 году вторично женился на Терезе Мнишек (1690—1746), от брака с которой имел дочь и двух сыновей:
- Антоний Любомирский (1718—1782), воевода и каштелян краковский, генерал-майор
- Анна Любомирская (1720—1763), жена гетмана великого коронного и каштеляна краковского Вацлава Петра Ржевуского (1706—1779)
- Станислав Любомирский (1722—1783), стражник великий коронный и маршалок великий коронный